# Claudia Reinhardt

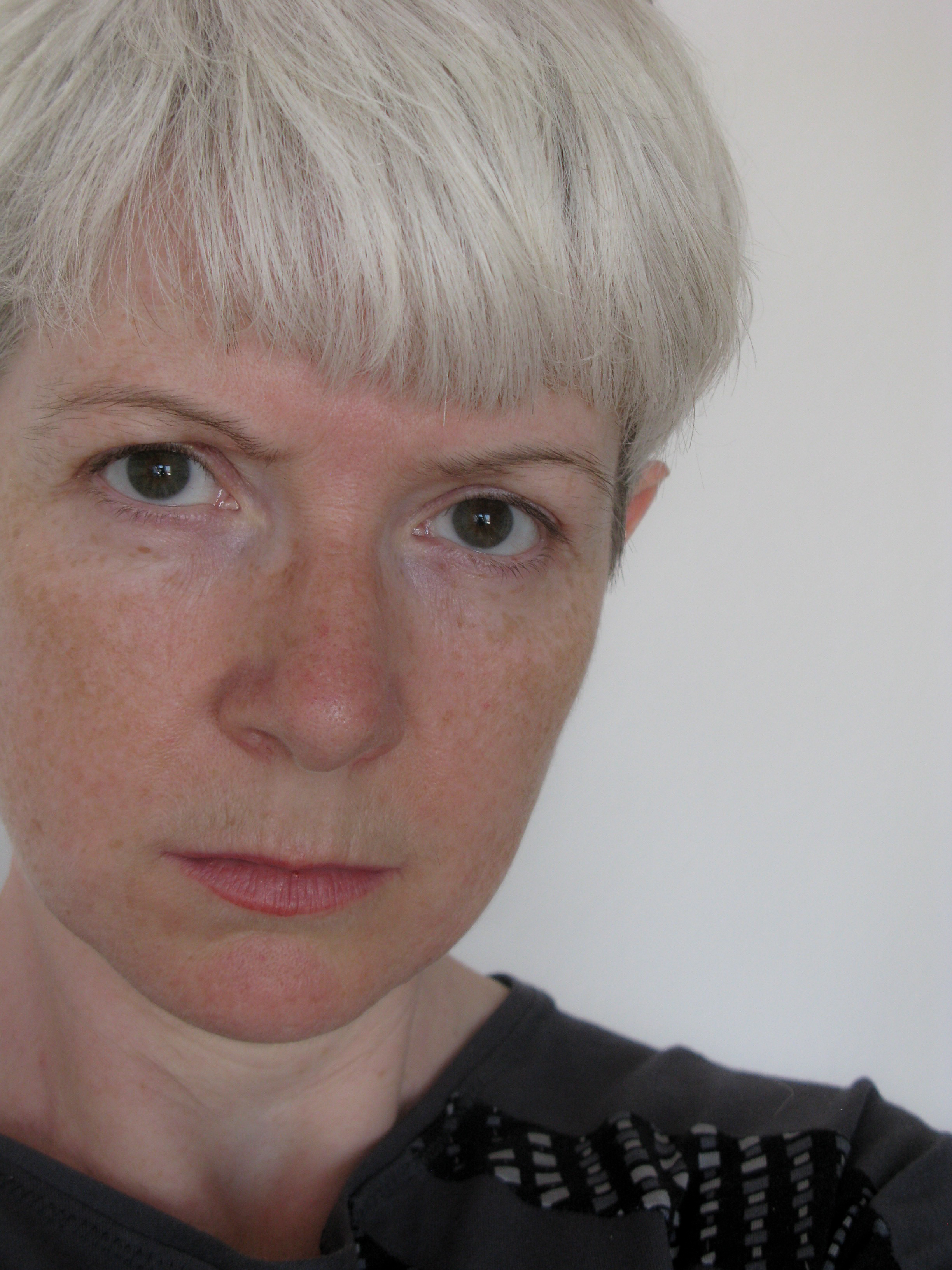
Claudia Reinhardt 2010

Claudia Reinhardt (geb. 1964 in Viernheim, verheiratet Claudia Reinhardt-Teljer) ist eine deutsche Fotografin und freie Künstlerin. Sie arbeitet in Berlin und in Norwegen. 

## Leben
Claudia Reinhardt studierte von 1988 bis 1993 Visuelle Kommunikation an der 
Hochschule für bildende Künste Hamburg und schloss dieses 1993 mit dem Diplom ab.
1994 war sie Meisterschülerin von Bernhard Johannes Blume. Mit einem Stipendium des DAAD ging sie 1996/1997 in die USA, arbeitete in Los Angeles und New York und reiste nach Mexico. Seit 2000 arbeitet Claudia Reinhardt als freie Künstlerin in Berlin und Oslo und lehrte von 2004 bis 2012 an der Kunst- und Designhochschule Bergen in Bergen in Norwegen. Sie ist verheiratet mit dem schwedischen Künstler Per Teljer.

## Werk

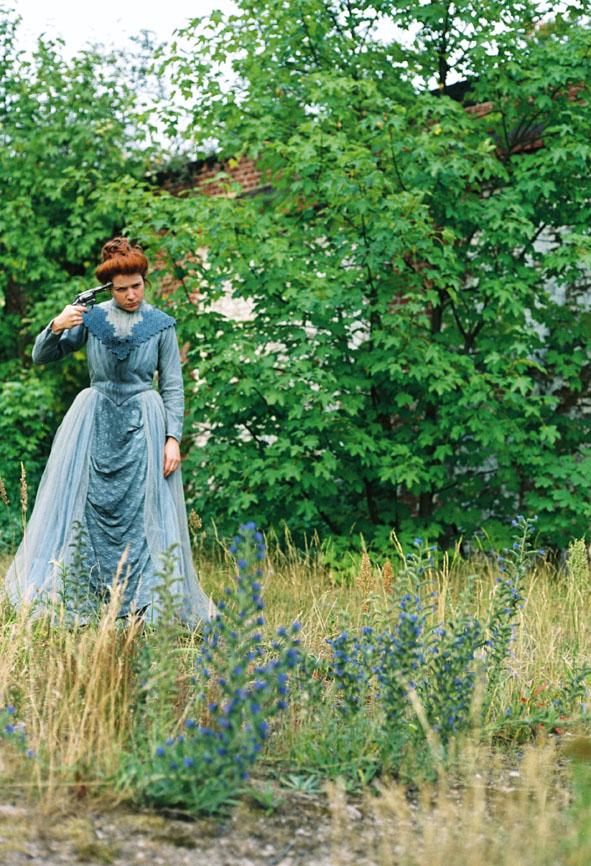
CLARA (Clara Immerwahr) aus Killing Me Softly - Todesarten

Bekannt wurde Claudia Reinhardt u. a. durch ihr fotografisches Werk Killing Me Softly - Todesarten, einer Serie von zehn Fotografien, die sich mit zehn Künstlerinnen und Wissenschaftlerinnen beschäftigen, die sich selbst töteten: Diane Arbus, Ingeborg Bachmann, Karin Boye, Adelheid Duvanel, Clara Immerwahr, Sarah Kane, Pierre Molinier, Sylvia Plath, Anne Sexton und Unica Zürn. Die nachgestellten fotografischen Szenen werden kommentiert und interpretiert durch Texte zeitgenössischer Autorinnen wie z. B. Tanja Dückers und Ingeborg Gleichauf.
2005 veröffentlichte sie mit Fotos und Texten einen Band über ihren Heimatort Viernheim, mit dem sie sich mit dem Doppelbild von Idylle und nationalsozialistischer Vergangenheit deutscher Kleinstädte auseinandersetzte. 2007 verarbeitete sie das Material zu einer 12-minütigen Videoinstallation. In der Videoinstallation LIEBESMÜH - Lover`s Labour von 2010 zeichnete sie als fiktionale Figuren Frauen nach, die durch Beschreibungen männlicher Autoren bekannt wurden, wie Nora von Henrik Ibsen, Nana von Émile Zola, Effi Briest von Theodore Fontane, Anna Karenina von Leo Tolstoi und Madame Bovary von Gustave Flaubert. 2011 folgte die Installation Marion, eine Installation über Marion Hoffmann, die 35 Jahre als Double von Marilyn Monroe agierte.
2016 setzte Claudia Reinhardt das Thema des Freitodes mit einem Werk fort, welches sich mit Paaren beschäftigt, die sich gemeinsam töteten, wie etwa das Ehepaar Dorine und André Gorz. Mit den Werken zu ihrem Tod will die Künstlerin dem Leben und Leiden der auf diese Art porträtierten Menschen nachspüren und diese dem Betrachter näher bringen. Meist waren gesellschaftliche Notlagen oder politische Zwänge die Ursache für den gemeinsamen Suizid. Mehrere der dargestellten Paare haben sich aufgrund der Bedrohung durch die Nationalsozialisten das Leben genommen oder aufgrund des Verlusterlebens der geistigen Heimat im Exil, wie Stefan und Lotte Zweig. Mit Michael und Monika Stahl rückte Reinhardt zwei „Opfer der Hartz-IV-Gesetze“ in den Fokus, die sich 2005 das Leben nahmen, weil sie ihren sozialen Abstieg nicht ertragen konnten.